# Bubo
Bubo és un gènere d'ocells del la família dels estrígids (Strigidae). Als Països Catalans només hi habita el duc (Bubo bubo), que per extensió dona nom a la resta d'espècies del gènere.
Aquestes aus es troben en moltes parts del món, llevat d'Austràlia. Les majors aus de l'ordre dels estrigiformes pertanyen a aquest gènere. Tradicionalment, només s'hi incloïen espècies amb flocs de plomes al cap, però estudis amb ADNmt recolzen la consideració que el duc blanc, que no disposa d'aquestes «orelles» per adaptació al seu mitjà àrtic, pertany a aquest gènere i no al monotípic Nyctea, al qual tradicionalment s'ha classificat.
En algunes classificacions s'han inclòs els ducs pescadors dels gèneres Ketupa i Scotopelia, al gènere Bubo.

## Taxonomia
Segons la classificació del Congrés Ornitològic Internacional (versió 13.1, 2023), aquest gènere conté 10 espècies.
- duc africà	(Bubo africanus).
- duc del desert (Bubo ascalaphus).
- duc de l'Índia (Bubo bengalensis).
- duc eurasiàtic (Bubo bubo).
- duc del Cap (Bubo capensis).
- duc cendrós (Bubo cinerascens).
- duc de Magallanes (Bubo magellanicus).
- Bubo milesi.
- duc blanc	(Bubo scandiacus).
- duc americà	(Bubo virginianus).

Anteriorment, el COI considerava que Bubo englobaba 18 espècies. El 2021 afegí una 19ª espècie: Bubo milesi, a partir de la segmentació d'una subespècie del duc africà (B. africanus milesi). Però en la seva llista mundial d'ocells (versió 13.1, 2023) el COI decidí traslladar 9 espècies de Bubo al gènere Ketupa. Tanmateix, altres obres taxonòmiques, com el Handook of the Birds of the World i la quarta versió de la BirdLife International Checklist of the birds of the world (Desembre 2019), no han adoptat aquest canvis i consideren dins de Bubo encara les següents espècies.
- duc pescador de Blakiston (Ketupa blakistoni).

- duc de Coromandel (Ketupa coromanda).
- duc lletós (Ketupa lactea)
- duc tacat (Ketupa leucosticta).
- duc del Nepal (Ketupa nipalensis).
- duc de les Filipines (Ketupa philippensis).
- duc de Guinea (Ketupa poensis).
- duc de Shelley (Ketupa shelleyi).
- duc d'Indonèsia (Ketupa sumatrana).